# True Story (album Terror Squadu)
True Story – drugi studyjny album amerykańskiego zespołu hip-hopowego Terror Squad. Został wydany w lipcu 2004 roku. Gościnnie występują między innymi Big L czy Big Pun. Singlem promującym album był utwór „Lean Back” do którego powstał teledysk. Kompozycja była wielokrotnie notowana na różnych listach. Piosenka została użyta w grze komputerowej Need for Speed: Underground 2. Jest to również najbardziej znany utwór grupy.

## Lista utworów
| Nr | Tytuł                     | Producent(ci)                     | Goście            | Czas |
| -- | ------------------------- | --------------------------------- | ----------------- | ---- |
| 1  | "Nothing's Gonna Stop Me" | DJ Khaled                         |                   | 2:42 |
| 2  | "Yeah Yeah Yeah"          | Scram Jones                       |                   | 3:07 |
| 3  | "Hum Drum"                | Cool & Dre                        |                   | 4:11 |
| 4  | "Lean Back"               | Scott Storch                      |                   | 4:07 |
| 5  | "Take Me Home"            | Cool & Dre, StreetRunner          | Dre               | 3:30 |
| 6  | "Streets of NY"           | Emile                             |                   | 3:14 |
| 7  | "Bring'em Back"           | Davel "Bo" McKenzie, Lord Finesse | Big L & Big Pun   | 4:26 |
| 8  | "Yes Dem to Def"          | DJ Khaled                         |                   | 3:49 |
| 9  | "Pass Away"               | Buckwild                          | Tha Realest       | 3:52 |
| 10 | "Let Them Things Go"      | Cool & Dre                        | Dre & Young Selah | 4:04 |
| 11 | "Thunder in the Air"      | Armageddon                        |                   | 3:18 |
| 12 | "Terror Era"              | LV                                | Milly             | 3:06 |